# Agave potreriana
Agave potreriana är en sparrisväxtart som beskrevs av William Trelease. Agave potreriana ingår i släktet Agave och familjen sparrisväxter. Inga underarter finns listade i Catalogue of Life.